# Jõelähtme

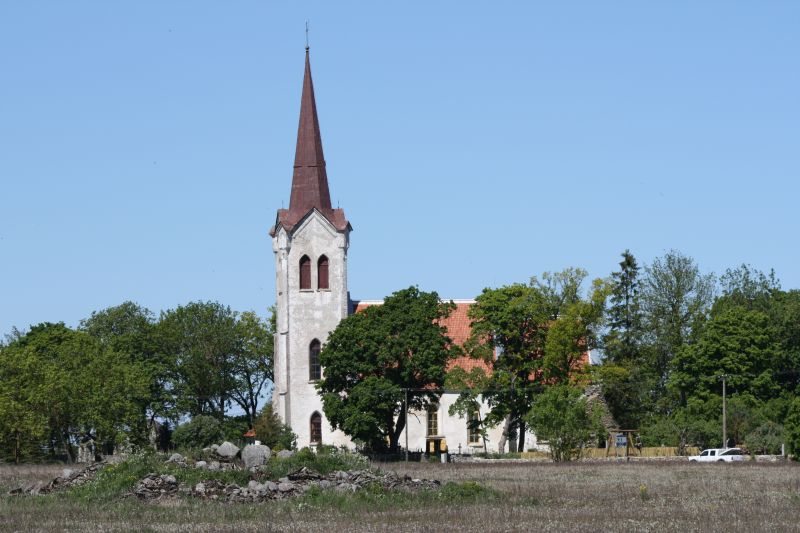
Vue de l'église du village

Jõelähtme (anciennement: Jegelecht) est un petit village estonien de la commune de Jõelähtme, au nord du pays. Il se trouve dans la région d'Harju. 
C'était le siège de la paroisse de Jegelecht (aujourd'hui commune de Jõelähtme), depuis 1816.

## Population
Sa population était de quatre-vingt-dix-neuf habitants en 2007. 
Au 31 décembre 2011,  le village compte 120 habitants.

## Église
L'église a été bâtie au XIVe siècle et agrandie au XVe siècle. Elle a été reconstruite en style néogothique, par l'architecte Friedrich Modi. De nouveaux vitraux, œuvre d'Andreï Lobanov, ont été installés en 2005.